# Gabriela Oberbek
Gabriela Oberbek (ur. 19 grudnia 1986 w Krakowie) – polska aktorka teatralna, filmowa i telewizyjna, autorka spektakli teatralnych i założycielka Teatru Drużyna.

## Życiorys
W 2009 roku ukończyła studia aktorskie w Państwowej Wyższej Szkole Teatralnej w Krakowie. W 2022 roku ukończyła studia z zakresu pedagogiki, a w 2024 roku oligofrenopedagogiki na ostrowieckiej Akademii Nauk Stosowanych im. Józefa Gołuchowskiego. W 2025 roku ukończyła studia z zarządzania kulturą na Polskiej Akademii Nauk. Od 2020 roku wykładowca Krakowskiej Szkoły Filmowej.
Grała na deskach różnych teatrów w Polsce, między innymi w: Teatrze Dramatycznym w Płocku, Teatrze im. Stefana Jaracza w Łodzi, Teatrze Rampa i Teatrze Syrena w Warszawie, Teatrze Sabat Małgorzaty Potockiej. W latach 2014–2017 była etatową aktorką Teatru Ludowego w Krakowie. W 2017 roku na widowisku plenerowym i koncercie organizowanym z okazji Narodowego Czytania Wesela przez Stary Teatr w Krakowie zagrała Pannę Młodą. Od 2018 roku koncertuje z orkiestrą symfoniczną w filharmoniach w Polsce. W 2022 roku założyła z mężem Jarosławem teatr złożony z aktorów z OzN Teatr Drużyna. W 2024 roku objęła stanowisko Prezesa Fundacji „Otwórz się”.

## Nagrody i odznaczenia
W 2011 roku została laureatką Nagrody im. Andrzeja Nardellego (przyznawanej przez Sekcję Krytyków Teatralnych ZASP) za najlepszy debiut aktorski. Nagrodę otrzymała za rolę Księżniczki Justyny w spektaklu „Rozmowy z Piotrem” w reżyserii Jana Nowickiego w Teatrze Dramatycznym w Płocku.
W 2025 roku została uhonorowana odznaką Honoris Gratia, jako osoba zasłużona dla Krakowa ze względu na swoją pracę i działalność na rzecz środowiska osób z niepełnosprawnością.

## Teatr
Źródła: Encyklopedia Teatru, Teatr Groteska.
- 2024 – Detektyw Pozytywka jako Pani Ryczaj (reż. Katarzyna Deszcz)
- 2024 – Gdzie gubią się zdania jako Pajęczyca/Litera A (reż. Karolina Przystupa)
- 2024 – Dziwny przypadek psa nocną porą jako Judy Boone (reż. Agata Biziuk-Brajczewska)
- 2020 – Dzikie Łabędzie jako Dama Dworu oraz Żabiocha (reż. Jerzy Bielunas)
- 2019 – Pchła Szachrajka jako Pchła Szachrajka (reż. Anna Seniuk)
- 2016 – Miarka za miarkę jako Izabela (reż. Mikołaj Grabowski)
- 2016 – Tartuffe albo Szlabierz jako narzeczona Damisa (reż. Tomáš Svoboda)
- 2015 – Kartoteka (reż. Marcin Kalisz)
- 2015 – Legalna blondynka jako Enid, Leilani (reż. Janusz Józefowicz)
- 2015 – Ballada o Nowej Hucie jako Wioleta, Apolonia (reż. Piotr Waligórski)
- 2014 – Hamlet jako Ofelia, Grabarz 1 (reż. Krzysztof Minkowski)
- 2011 – W pogodni za bajką jako dwórka, Śpiąca Królewna (reż. Cezary Domagała)
- 2011 – Rozmowy z Piotrem jako księżniczka Justyna (reż. Jan Nowicki)
- 2009 – Mewa jako Irena Nikołajewna Arkadina (reż. Natalia Sołtysik)
- 2008 – Iwona, Księżniczka Burgunda jako Iwona (reż. Małgorzata Hajewska-Krzysztofik)

## Filmografia

### Filmy fabularne
- 2021 – Powrót do tamtych dni – jako ekspedientka w sklepie
- 2019 – Piłsudski jako młoda dziewczyna w zakładzie krawieckim[10]
- 2018 – Studniówk@ jako Kamila
- 2013 – Mój biegun jako pielęgniarka
- 2012 – Piąta pora roku jako tirówka
- 2010 – Gdyby ryby miały głos jako Edytka

### Seriale telewizyjne
- 2025 – Tylko jedno spojrzenie jako ratowniczka z karetki (odc. 5)
- 2022 – Święty jako Ewa (odc. 281-282)
- 2021 – Komisarz Alex jako żona Żylińskiego (odc. 192)
- 2020 – O mnie się nie martw (serial telewizyjny) jako Sandra, partnerka Fryderyka (odc. 166)
- 2017-2024 – Sprawiedliwi – Wydział Kryminalny jako komisarz Aleksandra Latoszek
- 2017 – Niania w wielkim mieście jako niania w agencji „Nianie na zawołanie”
- 2016 – M jak miłość jako Jola Lisiecka, bratowa Andrzejka
- 2015 – O mnie się nie martw jako pseudo klientka Marcina
- 2015 – Ojciec Mateusz jako Ewa, dziewczyna Mariusza
- 2014 – Lekarze nocą jako pielęgniarka Małgosia
- 2012 – Czas honoru jako Jadzia Pustułka
- 2012 – Krew z krwi jako Klaudia
- 2012 – Misja Afganistan jako Iza Melbor
- 2012 – Prawo Agaty jako Bernadetta
- 2012 – Przepis na życie jako pielęgniarka
- 2012–2014, 2021 – Przyjaciółki jako przedszkolanka Ewa Wiśniewska
- 2011 – Hotel 52 jako Patrycja Zawada
- 2011 – Ojciec Mateusz jako Ula, pracownica przychodni położnej
- 2011 – Rezydencja jako Luiza Droska
- 2011 – Wiadomości z drugiej ręki jako Kasia, kandydatka na pogodynkę
- 2010 – Prosto w serce jako dziennikarka
- 2010 – Chichot losu jako dziewczyna
- 2010 – M jak miłość jako rejestratorka w przychodni Łagody
- 2010 – Na dobre i na złe jako Magda
- 2010 – Usta usta jako blondynka
- 2010 – Klan jako Anita Sochacka

### Teatr telewizji
- 2010 – Komedia romantyczna (reż. Michał Gazda) jako Mała